# Inovallée
Inovallée est un parc technologique installé sur les territoires des communes de Meylan et de Montbonnot-Saint-Martin près de Grenoble, et axé principalement dans le domaine des technologies de l'information et de la communication. Composé au 1er janvier 2016 de 375 entreprises de pointe comportant 11 882 emplois, il possède également la particularité d'être le seul en France dont l'association est animée par des chefs d'entreprises.
Depuis 2014, l'association inovallée fait partie des 42 membres du conseil d'administration de Digital Grenoble, nom donné au label grenoblois de la French Tech. En 2016, ce label s'élargit à tout le sillon alpin sous la marque French tech in the Alps. En 2017, inovallée intègre le French Tech Ticket, programme national incitant des entrepreneurs étrangers à venir créer leurs startups en France, lui permettant d'accueillir deux startups étrangères parmi les 70 lauréates.

## Histoire
À sa création en 1971, le parc est l'une des toutes premières technopoles françaises avec comme ambition de favoriser les passerelles entre recherche et industrie. Lancée dans le cadre de l'aménagement du territoire économique grenoblois, le site appelé zone pour l'innovation et les réalisations scientifiques et techniques (ZIRST), est devenu une des premières technopoles en France, sur environ 110 hectares de terrains en 2015. La première entreprise a s'y installer en 1973 est la Sames, une société fondée en décembre 1946 par le futur prix Nobel Louis Néel associé au physicien Noël Felici, et dont l'activité est la pulvérisation de peinture par effet électrostatique.
Une association inter-entreprises, la ProZIRST, devient l'organisme de gestion du parc d'activités. Les objectifs de ses pères fondateurs étaient de favoriser l'implantation d'entreprises à caractère hautement technologique, de favoriser les relations entre la recherche, l'université et l'industrie, de poursuivre la création d'un bassin d'emplois d'avenir, de conserver à la zone un caractère environnemental de qualité, et non polluant et d'intégrer la vie de cette zone dans la vie quotidienne de la commune ou de ses environs. La ZIRST est donc l'un des premiers parcs à vocation de haute technologie créés en France, avec Sophia Antipolis.
En 1978, s'installe sur le site de Meylan, une antenne du centre national d'études des télécommunications, un centre de recherche sur les technologies de la micro-informatique qui sera dénommé par la suite centre Norbert Ségard en hommage au physicien et homme politique décédé le 1er février 1981. L'édifice à l'architecture alvéolée fait l'objet de l'émission d'un timbre postal le 5 février 1981. L'entité prendra à partir de 2007 le nom d'Orange Labs.
En 1980, étendue sur 65 hectares, la ZIRST compte 58 entreprises totalisant plus de 2 000 personnes. En 1983, la ZIRST regroupe déjà une centaine d'entreprises employant plus de 3 000 personnes dans cinq secteurs principaux: l'électronique-informatique et leurs dérivés, la fabrication de matériel électrique, la construction mécanique spécialisée, les services et conseils, la vente de matériel électrique ou électronique. La spécificité des activités se retrouve dans la structure des emplois où les ingénieurs représentent 40 % et les ouvriers 15 %. En 1986, la ZIRST voit s'installer à ses côtés l'École des pupilles de l'air.

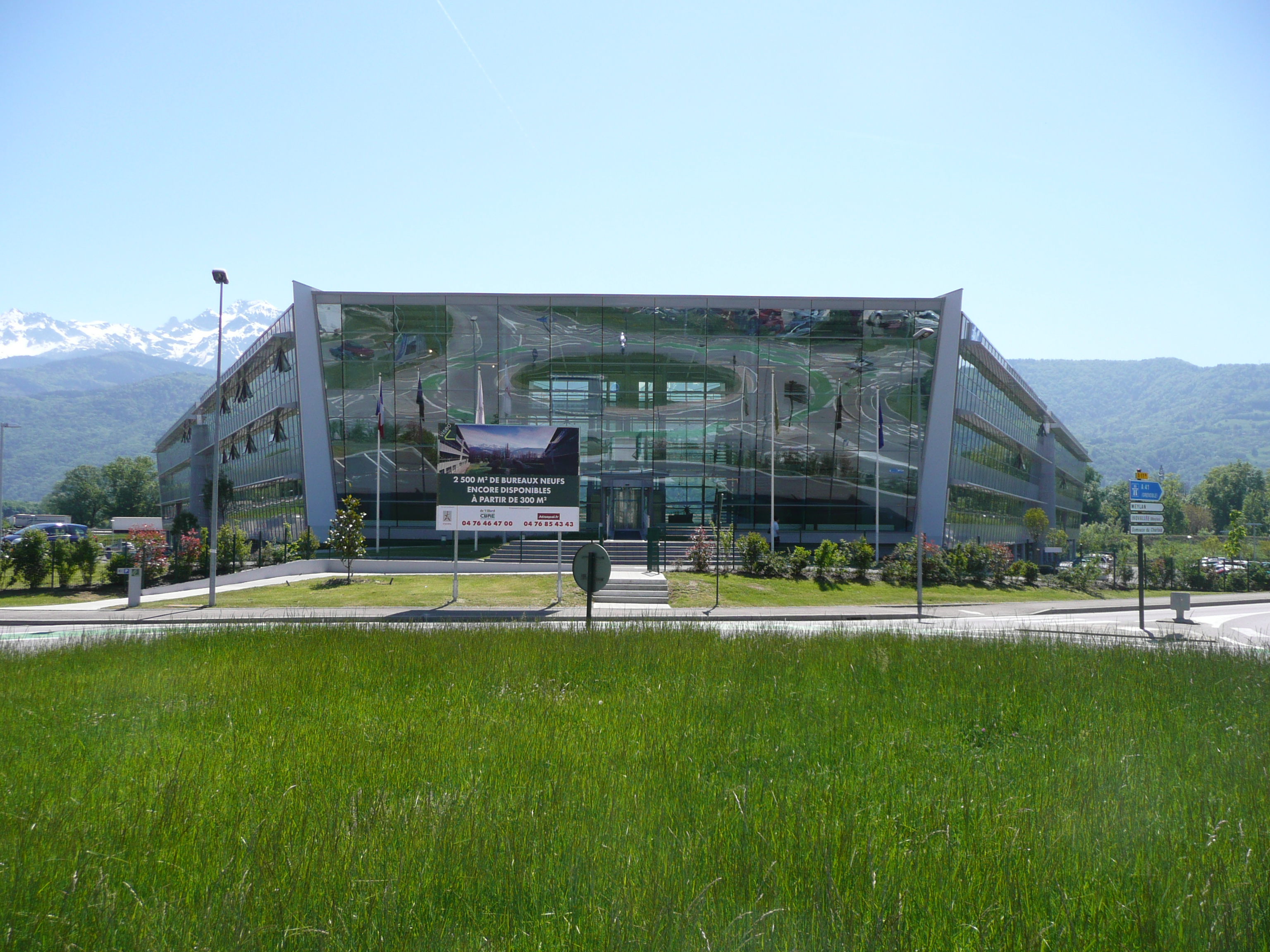
Immeuble de bureaux dans la partie bonnimontaine d'Inovallée

L'année suivante une extension de 45 hectares est mise en service sur la commune limitrophe de Montbonnot-Saint-Martin. L'année 1992 marque l'implantation de deux importantes structures sur la ZIRST, celle de l'antenne Rhône-Alpes de l'Institut national de recherche en informatique et en automatique sur 5 469 m2 et celle du centre de recherche de Xerox. Elle compte alors 200 entreprises et plus de 5 000 emplois. De plus, des services communs se développent comme la création de deux immeubles de soixante logements pour chercheurs ou cadres de passage (Tempologis). À partir du 4 décembre 2000, la zone est desservie par la navette ZIRST en provenance de la station de tramway Grand Sablon.
En 2005, la zone change de nom et prend la dénomination d'inovallée, mais amalgamée au reste du territoire de la métropole de Grenoble, certains médias lui donnent également le surnom de « Silicon Valley » française,,,,,,. En 2006, une route longeant l'autoroute A41 est créée, permettant de relier les deux zones d'inovallée de Meylan et de Montbonnot. À partir du 30 août 2010, la navette en provenance du tramway à La Tronche est numérotée, prenant le numéro 42. En janvier 2012, La desserte d'inovallée se fait par la ligne C0 (Chrono), mais qui ne passe pas autant au cœur de la zone que ne le faisait la ligne 42. Cette ligne C0 est remplacée le 31 août 2014 par la ligne C1 dans le cadre de la restructuration globale du réseau des transports de l'agglomération grenobloise.
Plusieurs entreprises ou organismes présents sur inovallée font partie du pôle de compétitivité mondial Minalogic, ainsi que du pole national Tenerrdis. Inovallée compte en 2013, 340 entreprises et 10 200 emplois, essentiellement dans le domaine des nouvelles technologies comme Metrologic Group ou Rolls-Royce civil nuclear qui inaugure un nouveau bâtiment le 9 janvier 2015 cumulant 15 000 m2 de locaux. En 2014, le siège de l'association inovallée déménage pour s'installer au 29 chemin du Vieux-Chêne à Meylan. Au 1er janvier 2015, inovallée compte 362 entreprises de pointe comportant 11 174 emplois. Le 11 juin 2015, l'ensemble de la zone d'inovallée inaugure la fibre optique pour un accès internet à très haut débit.

## Entreprises

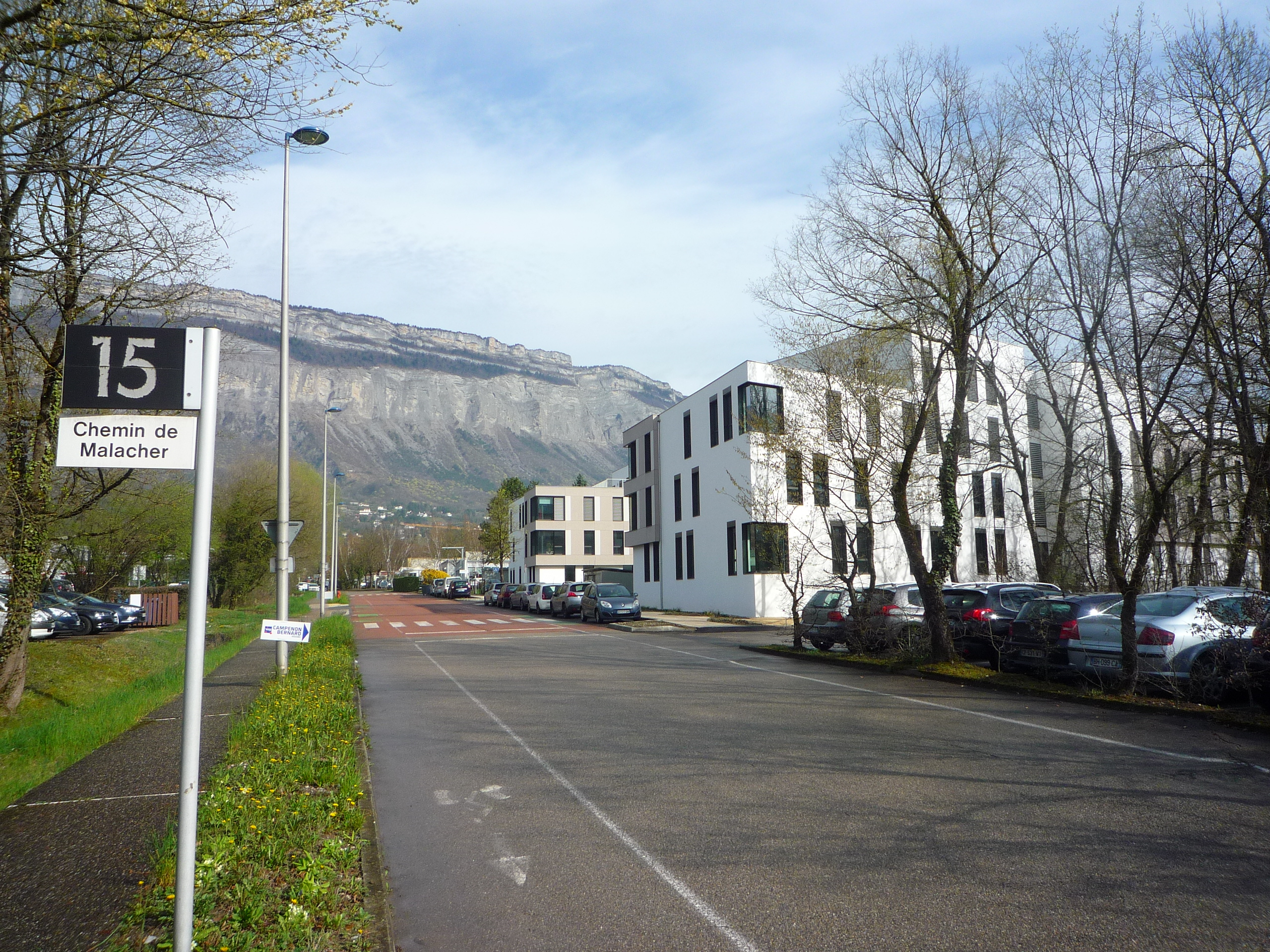
Chemin de Malacher dans la partie meylanaise d'Inovallée.

En 1993, Xerox installe son centre de recherche européen sur le site. En 2006, la société Teamlog endettée est rachetée par le groupe Open et fusionnée en 2008, devenant l'une des seize agences de ce groupe français. En 2013, face à l'attractivité du site, la firme américaine Salesforce.com installe son centre de recherche et développement près d'inovallée. En 2014, inovallée a ouvert sur sa partie meylanaise un bâtiment portant le nom de Tarmac M afin d'accueillir de nouvelles startups digitales. Devant un taux de remplissage de 98 % au bout de la première année, la partie bonnimontaine ouvre à son tour un bâtiment identique au nom de Tarmac G, la lettre G désignant dans ce cas le Grésivaudan.
Le 25 septembre 2013, Inovallée et Grenoble École de management signent une convention de partenariat afin de faciliter le passage de la vie étudiante à la vie professionnelle. Inovallée, important pourvoyeur d'emplois pour la métropole grenobloise, organise en 2014 un forum pour l'emploi dans ses propres locaux. Durant cette même année et selon une enquête réalisée par l'association inovallée, les sociétés installées sur la zone réalisent 45 % de leur chiffre d’affaires en Rhône-Alpes, 35 % au niveau national et 20 % à l’international.
Certaines entreprises à travers le monde choisissent de s'installer spécifiquement sur Inovallée pour leur bureau français comme Mirantis (en), spécialiste de l'openStack qui y ouvre en juin 2014 son centre de recherche et développement. De son côté, la startup Irlynx lauréate 2014 du concours mondial de l’innovation lancé par François Hollande en décembre 2013 s'installe sur inovallée. Elle développe des systèmes opto-électroniques de détection pour la sécurité et le suivi médical de personnes isolées, âgées ou handicapées,. En 2015, son système innovant de détection de personnes ou d'animaux par signature thermique, lui permet de lever deux millions d'euros.

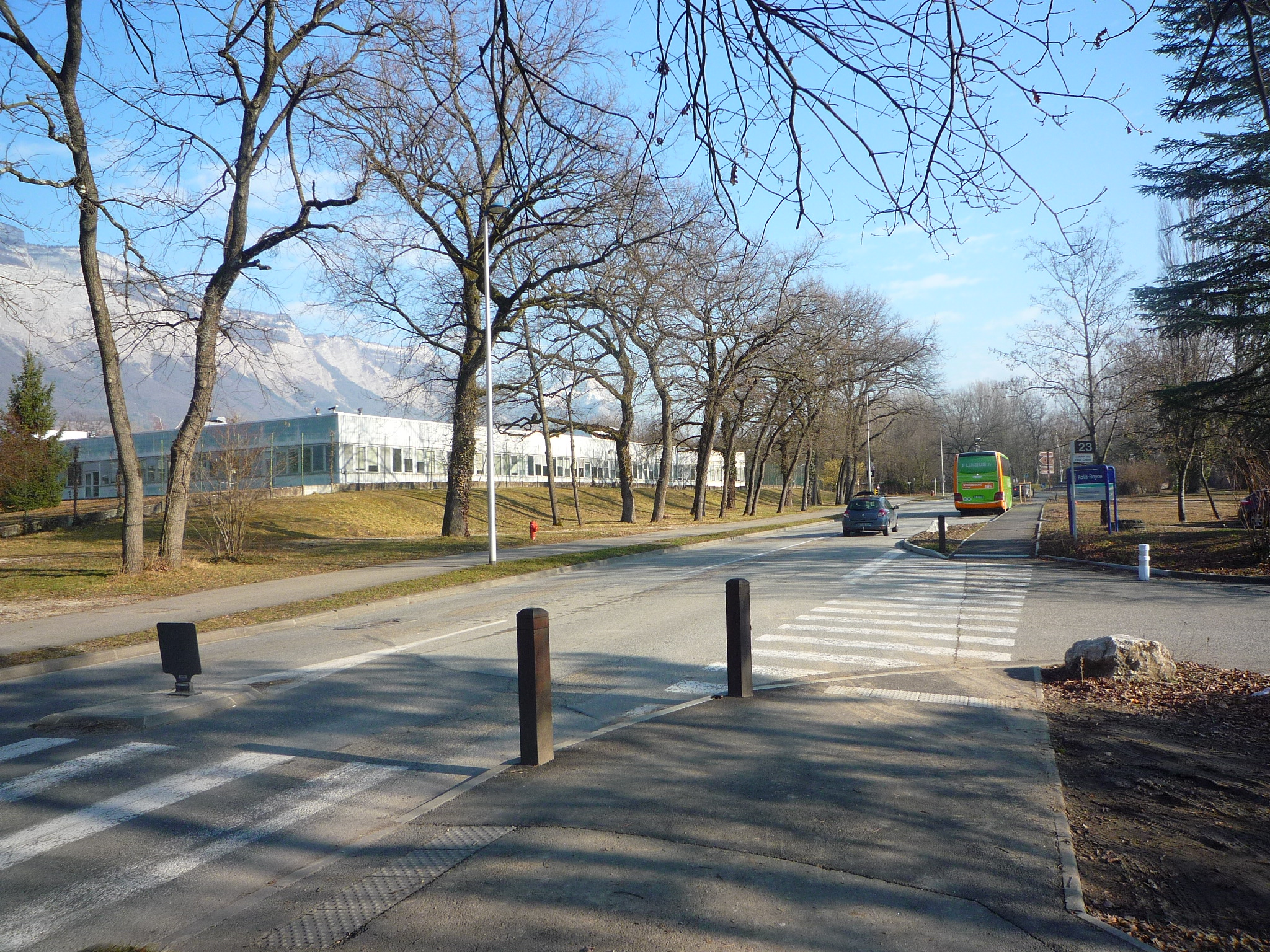
Chemin du Vieux-Chêne à Meylan.

En 2015, Dolphin Integration est récompensée pour la seconde année consécutive par la plateforme d'innovation de la Taiwan Semiconductor Manufacturing Company. Le 13 novembre 2015, plusieurs dirigeants d'inovallée rentrent dans le nouvel exécutif de l'association Digital Grenoble à l'occasion de son changement de statut en société coopérative d'intérêt collectif. En décembre 2015, le groupe Regus annonce l'ouverture de 2 000 m2 de locaux sur Inovallée, offrant services de domiciliation, permanences téléphoniques ainsi que deux salles de réunions et visioconférence.
En mai 2016, le Groupe La Poste annonce l'acquisition d'une startup d'Inovallée, ProbaYes, spécialisée en intelligence artificielle. En devenant une filiale à 100 % de l'entité MediaPost Holding, ProbaYes devient un centre de recherche en intelligence artificielle lui permettant de répondre aux besoins internes de transformation et d'optimisation mais aussi aux besoins de personnalisation et de développement de nouveaux services pour les clients de La Poste,.
Le 29 août 2016, Facebook qui s'intéresse à l'intelligence artificielle, annonce faire don de vingt-six serveurs très puissants à des établissements européens afin de les aider dans leurs travaux sur l'intelligence artificielle et coopérer avec eux. L'Institut national de recherche en informatique et en automatique de Montbonnot est l'un des trois destinataires français de ce don. 

## Projets
En février 2012, la ville de Meylan lance un projet de revitalisation d'inovallée portant sur la construction de 70 000 m2 de surface économique et autant de surface d'habitation,. Un premier programme de 14 100 m2 de bureaux et portant le nom d'Inovallia est livré en 2015 dans le chemin de Malacher, et dont l’objectif est de viser une consommation énergétique de 20 % en dessous de la réglementation thermique 2012. Les premières habitations portant sur des immeubles de 30  à   40 logements sont livrées en 2016. Au total, un millier de logements sont prévus d'être construits d'ici l'année 2030. De son côté, une extension d'inovallée de neuf hectares est prévue à Montbonnot-Saint-Martin.

## Accès

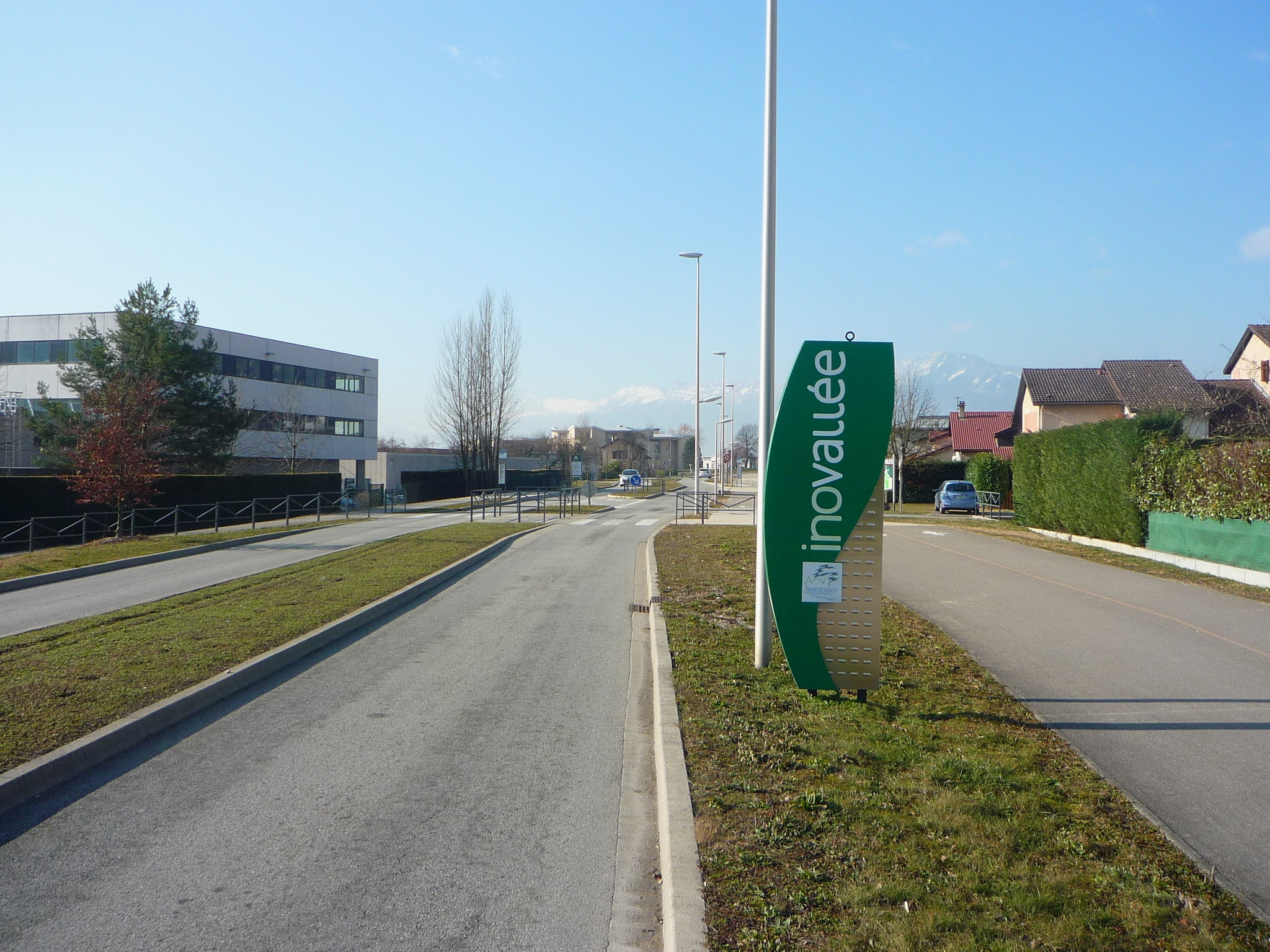
Entrée d'inovallée sur l'avenue de l'Europe.

Les différentes entrées d'Inovallée sont signalées aux usagers par des totems, dispositifs de signalétique verticale à la couleur verte de l'association. Inovallée est desservie par les échangeurs 25 et 26 de l'autoroute A41, ainsi que par l'échangeur avec la rocade sud qui dessert le domaine universitaire de Grenoble. En novembre 2012, Inovallée est desservie par « l'hélice », un échangeur routier permettant de venir de la rocade sud sur le parc technologique d'Inovallée.
En matière de transport en commun, Inovallée est desservie par les lignes de bus C1 et 6070 des transports de l'agglomération grenobloise ainsi que par la ligne G2 du réseau de bus TouGo. La ligne de bus C1 qui a transporté 857 000 voyageurs en 2014 est la première en France à utiliser depuis le mois de septembre 2015 un paiement par carte bancaire sans contact. Cependant, la ligne C1 en provenance de Grenoble se limite à la partie meylanaise d'Inovallée. C'est pourquoi le SMTC annonce en 2018 que le prolongement de la ligne C1 en dehors de son périmètre de transport urbain jusqu'au rond-point Pré de l'eau desservant l'A41 à Montbonnot-Saint-Martin est programmé pour l'automne 2020,.
Une ligne de tramway Grenoble-Meylan, cinquième ville de la métropole en nombre d'habitants, a été plusieurs fois évoquée, mais aucun projet n'a encore été lancé,.